# Э (буква старомонгольского алфавита)
ᠡ (монг. э үсэг, э усэг; маньчж. ᡥᡝᡵᡬᡝᠨᡳ ᡝ, хэргэни э) — вторая буква старомонгольского алфавита, используемая для записи монгольского языка, ранее также использовавшаяся в бурятском языке, и в несколько изменённом виде — в калмыцком, ойратском, маньчжурском и сибинском языках.

## Использование
В чахарском диалекте монгольского языка обозначает звук [ə], а в халхаском — [i], [e], [ə] или нуль.
В тодо-бичиг — разновидности старомонгольского письма, использовавшейся для записи калмыцкого и ойратского языков с XVII века и до сих пор используемой ойратами Китая, — используется другая форма буквы — ᡄ, которая обозначает звук [e], а для обозначения долгого звука [eː] используется буква э в сочетании со специальным знаком удан (ᡃ) — ᡄᡃ.
В эвенкийском алфавите на основе старомонгольского письма, используемом в Китае, обозначает звук [ə], в латинском варианте алфавита ей соответствует буква E e.
В маньчжурском алфавите буква также обозначает звук [ə]. Также в маньчжурском письме буква имеет иную серединную и конечную формы, отличающиеся от монгольских наличием тонки (точки справа).
В бурятском алфавите на основе старомонгольского письма обозначала звук [e].

## Происхождение
Э усэг происходит от староуйгурской буквы алеф, в свою очередь происходящей от согдийской буквы алеф (𐼰).

## Написание

Изолированная «Э»
«Э» в начале слова
«Э» в середине слова
«Э» в конце слова (орхица, откидная черта)
«Э» в конце слова (цацлага)

Изолированная «Э» в тодо-бичиг
«Э» в начале слова в тодо-бичиг
«Э» в середине слова в тодо-бичиг
«Э» в конце слова в тодо-бичиг

Изолированная «Э» в маньчжурском
«Э» в начале слова в маньчжурском
«Э» в середине слова в маньчжурском
«Э» в конце слова в маньчжурском